# لیروی ۹۳۱۰۲
سیارک ۹۳۱۰۲ (به انگلیسی: 93102 Leroy، نامگذاری:2000ST43) نود و سه هزار و صد و دومین سیارک کشف شده‌است که در ۲۷ سپتامبر ۲۰۰۰ کشف شد.